# Sozialphilosophie
Sozialphilosophie (selten Gesellschaftsphilosophie) beschäftigt sich mit Fragen zum Sinn und Wesen einer Gesellschaft. Insbesondere beleuchtet sie das Verhältnis zwischen dem einzelnen Menschen und der Gemeinschaft sowie die Strukturen des Zusammenlebens. Teilweise wird sie als eine Variante der Philosophie betrachtet, wenn diese sich mit der Soziologie berührt. Neben der geisteswissenschaftlichen Perspektive wird der Begriff auch auf publizistische oder essayistische Arbeiten bezogen.

## Begriff
Sozialphilosophie als eine eigenständige philosophische Disziplin hat im angelsächsischen Sprachraum eine längere Tradition, wird dort allerdings meistens unter dem Namen „Political Philosophy“ betrieben. Im deutschsprachigen Raum spielt der Ausdruck Sozialphilosophie „eher die Rolle eines Verlegenheitstitels, unter den Arbeiten subsumiert werden, die nicht mit der gängigen Gliederung praktischer Philosophie in Anthropologie, Ethik, Rechts-, Staats- und Geschichtsphilosophie zu fassen sind.“  Nach Detlef Horster lassen sich derzeit (2005) mindestens folgende Verwendungen des Begriffs „Sozialphilosophie“ unterscheiden:
1. umgreifende Klammer für die praktischen Teildisziplinen der Philosophie
2. normative Ergänzung der deskriptiv verfahrenden Soziologie
3. Disziplin der Zeitdiagnose
4. politische Philosophie (in der angelsächsischen Tradition)
5. Verfahren, in dem die sozialen Pathologien erörtert werden
6. das (dialektische) Verhältnis zwischen philosophischer Theorie und sozialwissenschaftlicher Praxis
7. Disziplin, die das Verhältnis von Individuum und Gesellschaft und die sich daraus ergebenden Probleme aufgreift

## Begriffs- und Problemgeschichte
Zu einem ausdrücklichen Gebrauch des Ausdrucks „Sozialphilosophie“ kam es im deutschen Sprachraum erst gegen Ende des 19. Jahrhunderts, als sich die Geistes- und Sozialwissenschaften als eigenständige Einzelwissenschaften im Unterschied zur Philosophie und in Absetzung von den Naturwissenschaften etablierten.
Der erste Beleg eines Gebrauchs des Ausdruck „Sozialphilosophie“ in Deutschland stammt von Moses Hess, der ihn 1843 in den 21 Bogen aus der Schweiz zur Kennzeichnung der Philosophie der französischen Sozialisten gebraucht. Der Begriff konnte sich zuerst jedoch nicht durchsetzen und wurde selbst von Marx und Engels nicht übernommen.
1894 taucht der Ausdruck „Sozialphilosophie“ dann in einer systematischen Bedeutung auf, zeitgleich bei Georg Simmel und Rudolf Stammler. Seitdem findet der Begriff im deutschen Sprachraum eine breitere Verwendung.
Simmel und Stammler verstehen Sozialphilosophie zugleich als eine deskriptive und eine normative Disziplin: es soll so an sozialen Tatsachen angeknüpft werden, dass diese den normativen Zielen entsprechend verändert werden.
Bei Ferdinand Tönnies ist Sozialphilosophie ein anderer Name für theoretische Soziologie. Sie wird auf das Ideal der Objektivität und Wertfreiheit wissenschaftlicher Forschung verpflichtet. Sozialphilosophie solle sich des praktischen Engagements enthalten. Ihre Aufgabe bestehe nicht darin, den Wert oder den Sinn, sondern das Sein der Gesellschaft zu untersuchen.
Dieser werturteilsfreie Zugang zu den Themen der Sozialphilosophie wird seit den 1920er Jahren zunehmend von der Frage nach dem Sinn des Sozialen abgelöst. Eine wichtige Station dazu bildet die große systematische Sozialphilosophie von Gerhard Lehmann, Lehrbuch der Soziologie und Sozialphilosophie (1931), in der sie eine vermittelnde Rolle zwischen theoretischer und praktischer Philosophie, wertfreier Sozialwissenschaft und philosophischer Ethik erhält.
Im gleichen Jahr behandelt Max Horkheimer in seiner berühmten Antrittsrede
als Direktor des neu gegründeten Instituts für Sozialforschung in Frankfurt die Einheit von Philosophie und Soziologie. Horkheimer entwickelt hier das Programm einer Sozialphilosophie als „kritischer Gesellschaftstheorie“, in dem die Sozialphilosophie nicht mehr nur eine partielle philosophische Disziplin ist, sondern zur allgemeinen Philosophie wird.
Wilhelm Sauer veröffentlicht 1936 seine Rechts- und Staatsphilosophie, in der er eine thomistisch ausgerichtete Sozialphilosophie entwickelt. Nach dem Zweiten Weltkrieg nimmt die Kritik an der Sozialphilosophie vor allem von Seiten positivistisch geprägter Soziologen zu. René König trennt die Sozialphilosophie, die er für „besonders primitiv“ und von „ungewöhnlicher Armseligkeit“ geprägt hält, von der Wissenschaft.
Ernst Topitsch hält die Prinzipien der Sozialphilosophie für Leerformeln.
Gegen die positivistische Kritik an der Sozialphilosophie erklärt Theodor W. Adorno, dass der Begriff Sozialphilosophie „sich weithin mit kritischer Gesellschaftstheorie deckt“.
Der Kritische Rationalismus, insbesondere in der Version von Hans Albert, plädiert für eine Sozialphilosophie, die geleitet ist von der Idee der Kritik. Sie soll grundsätzlich einen hypothetischen Charakter haben, Vorschläge zur Lösung sozialer Probleme formulieren und Freiheit, Fortschritt und politischen Pluralismus in der Gesellschaft weiterentwickeln.
Jürgen Habermas setzt dem Begriff der Sozialphilosophie den der Theorie der Gesellschaft entgegen. Erst dieser integriere das Anliegen von Soziologie, Sozialphilosophie und Geschichtsphilosophie.
Hans Lenk plädiert für eine Kooperation zwischen Sozialwissenschaften und Sozialphilosophie. Die Sozialphilosophie habe dabei die Aufgabe, die Vermittlung der normativen und empirischen Sphäre vorzunehmen.
Nach der Auffassung von Bernhard Waldenfels ist die Sozialphilosophie – ähnlich wie zuvor die Sprachphilosophie – zu einer methodischen Leitdisziplin der Philosophie der Gegenwart aufgestiegen. Husserls „Versuch, die Sozialität selbst noch in einem präsozialen Ego zu verankern, führt in die Engpässe eines transzendentalen Solipsismus, ungeachtet aller Versuche, die Sinnstrukturen am Ende einer transzendentalen Intersubjektivität zu überantworten.“

## Themen
Bei den Gegenständen der Sozialphilosophie spielt die Ethik häufig eine Rolle. In der Sozialethik hat sich eine eigenständige Bereichsethik herausgebildet, in der moralische Fragen zur Gesellschaft systematisch diskutiert werden.
Der Sozialphilosophie geht es um die grundlegende Klärung von Fragen wie:
- Was ist das Wesen einer Gesellschaft? (Organismus, Prozess ...)
- Was sind ihre Funktionen? (Gemeinwohl, Subsidiarität ...)
- Brauchen Menschen einen Gesellschaftsvertrag?
- Wozu brauchen Menschen überhaupt andere Menschen? (Arbeit, Kooperation, Kommunikation ...)
- Wie kann das Zusammenleben von Menschen geregelt werden?

Auch wenn diese Fragen in den meisten Philosophien seit Platon in jeweils eigener Weise bearbeitet wurden, wird der Begriff Sozialphilosophie erst seit dem 19. Jahrhundert mit der Verwirklichung der bürgerlichen Revolution und dem Nachdenken über alternative Staatskonzepte verwendet.
Einige, zueinander teilweise konträre, Positionen sind:
- Thomas Hobbes vertritt die Annahme, der absolutistische Staat sei notwendig, um den beständigen Kampf der Menschen gegeneinander (Bellum omnium contra omnes) zu unterbinden.
- Max Stirner geht davon aus, dass der Einzelne vollkommen ungebunden sei (Solipsismus).
- Karl Marx formuliert die gesellschaftliche Bedingtheit des Menschen (Dialektischer Materialismus) und anerkennt Arbeit als die alles begründende gesellschaftliche Wirklichkeit.
- Amitai Etzioni u. a. entwickeln Ideen zum Kommunitarismus.
- Rudolf Steiner entwickelt Ideen zur Dreigliederung des sozialen Organismus.
- Erich Fromm differenziert die Beziehung von Individuum und Gesellschaft in Haben oder Sein und Die Kunst des Liebens.
- Jürgen Habermas entwickelt die Theorie des kommunikativen Handelns.
- Joseph Beuys prägte den „erweiterten Kunstbegriff“ Soziale Plastik, beziehungsweise soziale Skulptur, und fordert ein kreatives Mitgestalten an der Gesellschaft.
- Kurt Röttgers geht statt von „Menschenbildern“ vom medialen Prozess zwischen den Menschen aus, den er den „kommunikativen Text“ nennt.

Indem der „Gesamtzusammenhang“ des Gesellschaftlichen überlegt werden soll – samt dessen historischen, politökonomischen, kulturellen, gesellschaftsmoralischen und zukunftsweisenden Bedingungen –, wohnt der Sozialphilosophie meist auch ein idealistisches Element inne.
Konstitutiv wird sie von einer „Leitidee“ getragen, welche, wie Adorno es einmal ausdrückte, in der „treibenden Sehnsucht, daß es endlich anders werde“ ihr heimliches Kraftzentrum hat.
Überschneidungen der Sozialphilosophie bestehen u. a. mit der Anthropologie, Soziologie, Politikwissenschaft, Wirtschaftsphilosophie, Politischen Philosophie, Rechts- und Staatsphilosophie.

### Primärliteratur
- Platon: Politeia
- Aristoteles: Politik
- Thomas Hobbes
  - De Cive
  - Leviathan
- Jean-Jacques Rousseau
  - Abhandlung über den Ursprung und die Grundlagen der Ungleichheit unter den Menschen
  - Vom Gesellschaftsvertrag oder Prinzipien des Staatsrechtes
- Adam Ferguson: Versuch über die Geschichte der bürgerlichen Gesellschaft. Junius, Leipzig 1768 (hrsg. und eingeleitet von Zwi Batscha und Hans Medick, Frankfurt 1985)
- Immanuel Kant: Die Metaphysik der Sitten. Metaphysische Anfangsgründe der Rechtslehre
- Georg Wilhelm Friedrich Hegel: Grundlinien der Philosophie des Rechts
- Karl Marx
  - Das Kapital. Kritik der politischen Ökonomie
  - Grundrisse der Kritik der politischen Ökonomie
- Auguste Comte: Die Soziologie. Die positive Philosophie im Auszug, Jena 1923 (Kröner, Stuttgart 1974)
- Herbert Spencer: Die Principien der Sociologie. Drei Bände E. Schweizerbart’sche Verlagshandlung, Stuttgart 1877, 187 und 1889 (insb. Band 2)
- Vilfredo Pareto
  - Trattato di sociologia generale – das soziologische Hauptwerk 1916
  - (dt.) Allgemeine Soziologie, übersetzt von Carl Brinkmann, Mohr, Tübingen 1955
- Émile Durkheim
  - Frühe Schriften zur Begründung der Sozialwissenschaft, hrsg., eingeleitet und übersetzt von Lore Heisterberg, Luchterhand, Darmstadt / Neuwied 1981
  - Über soziale Arbeitsteilung. Studie über die Organisation höherer Gesellschaften, mit einer Einleitung „Arbeitsteilung und Moral“ von Niklas Luhmann, 2. Aufl. Suhrkamp, Frankfurt 1996
- Georg Simmel
  - Über sociale Differenzierung (1890)
  - Philosophie des Geldes
  - Soziologie. Untersuchungen über die Formen der Vergesellschaftung (1908)
- Ferdinand Tönnies: Gemeinschaft und Gesellschaft
- Rudolf Steiner: Die Kernpunkte der Sozialen Frage
- Max Weber
  - Die protestantische Ethik und der 'Geist' des Kapitalismus
  - Gesammelte Aufsätze zur Wissenschaftslehre, Tübingen 1922, 7. Auflage Mohr Siebeck, Tübingen 1988
- Sigmund Freud: Das Unbehagen in der Kultur: Und andere kulturtheoretische Schriften, 10. Aufl. Fischer, Frankfurt 2007
- Helmuth Plessner: Grenzen der Gemeinschaft. Eine Kritik des sozialen Radikalismus. (1924), Suhrkamp Frankfurt 2002 (GS V, 7-133)
- Talcott Parsons: Das System moderner Gesellschaften, mit einem Vorwort von Dieter Claessens, Nachdruck Juventa, Weinheim / München 1985
- Norbert Elias: Über den Prozeß der Zivilisation, 2 Bde., Basel 1939, Neuauflage Frankfurt am Main 1976
- George Herbert Mead: Geist, Identität und Gesellschaft aus der Sicht des Sozialbehaviorismus. Suhrkamp, Frankfurt 1968
- Max Horkheimer, Theodor W. Adorno: Dialektik der Aufklärung
- Georg Lukács: Geschichte und Klassenbewußtsein (1923)
- Peter Winch: Die Idee der Sozialwissenschaft und ihr Verhältnis zur Philosophie, Suhrkamp, Frankfurt 1966
- Cornelius Castoriadis
  - Gesellschaft als imaginäre Institution. Entwurf einer politischen Philosophie. Suhrkamp, Frankfurt 1984
  - Durchs Labyrinth. Seele, Vernunft, Gesellschaft. Europäische Verlagsanstalt, Frankfurt 1981
  - Sozialismus und autonome Gesellschaft, in: Ulrich Rödel (Hrsg.:) Autonome Gesellschaft und libertäre Demokratie, Suhrkamp, Frankfurt 1990, S. 329ff.
- Michel Foucault
  - Überwachen und Strafen
  - Der Wille zum Wissen. Sexualität und Wahrheit 1, Frankfurt am Main 1983
- Pierre Bourdieu
  - Die feinen Unterschiede. Kritik der gesellschaftlichen Urteilskraft. Suhrkamp, Frankfurt am Main 1982
  - Sozialer Sinn. Kritik der theoretischen Vernunft. Suhrkamp, Frankfurt am Main 1987
- Jürgen Habermas:
  - Zur Logik der Sozialwissenschaften, Suhrkamp, Frankfurt 1970
  - Theorie des kommunikativen Handelns
- Niklas Luhmann
  - Soziale Systeme (1984)
  - Die Gesellschaft der Gesellschaft, Suhrkamp, Frankfurt 1997
- Zygmunt Bauman
  - Moderne und Ambivalenz. Das Ende der Eindeutigkeit, Junius, Hamburg 1992
  - Ansichten der Postmoderne, Argument, Hamburg 1995
- Kurt Röttgers
  - Kategorien der Sozialphilosophie (Sozialphilosophische Studien Bd. 1), Scriptum Verlag, Magdeburg 2002, ab 2003: Parerga Verlag Berlin. ISBN 978-3-933046-55-0

### Sekundärliteratur
- Norbert Brieskorn: Sozialphilosophie: Eine Philosophie des gesellschaftlichen Lebens, Kohlhammer, Stuttgart/Berlin/Köln 2009, ISBN 3-17-020521-8
- Norbert Brieskorn, Michael Reder: Sozialphilosophie. Komplett-Media, München 2011. 155 S. ISBN 978-3-8312-0379-6 (sechs einführende Vorlesungen)
- Wolfgang Caspart: Idealistische Sozialphilosophie. Ihre Ansätze, Kritiken und Folgerungen. Universitas Verlag, München 1991, ISBN 3-8004-1256-X.
- Gerhard Gamm/Andreas Hetzel/Markus Lilienthal: Interpretationen. Hauptwerke der Sozialphilosophie. Reclam, Stuttgart 2001, ISBN 3-15-018114-3
- Johannes Heinrichs: Logik des Sozialen. Woraus Gesellschaft entsteht, Steno, München 2005 (= erweiterte Neuauflage von Reflexion als soziales System)
- Detlef Horster: Sozialphilosophie. Reclam, Leipzig 2005, ISBN 3-379-20118-9
- Rahel Jaeggi: Einführung in die Sozialphilosophie. (zus. mit Robin Celikates). Beck, München 2017, ISBN 978-3-406-64056-8